# 2016年レッドブル・エアレース・ワールドシリーズ アスコット
座標: 北緯51度24分58秒 西経0度40分37秒 / 北緯51.41611度 西経0.67694度
2016年レッドブル・エアレース・ワールドシリーズ アスコットでは、通算11シーズン目となるレッドブル・エアレース・ワールドシリーズの内、2016年8月13日・14日にイギリスのアスコットで行われた2016年シーズン第5戦について述べる。会場は、2014年シーズンから3年連続で採用されているアスコット競馬場。

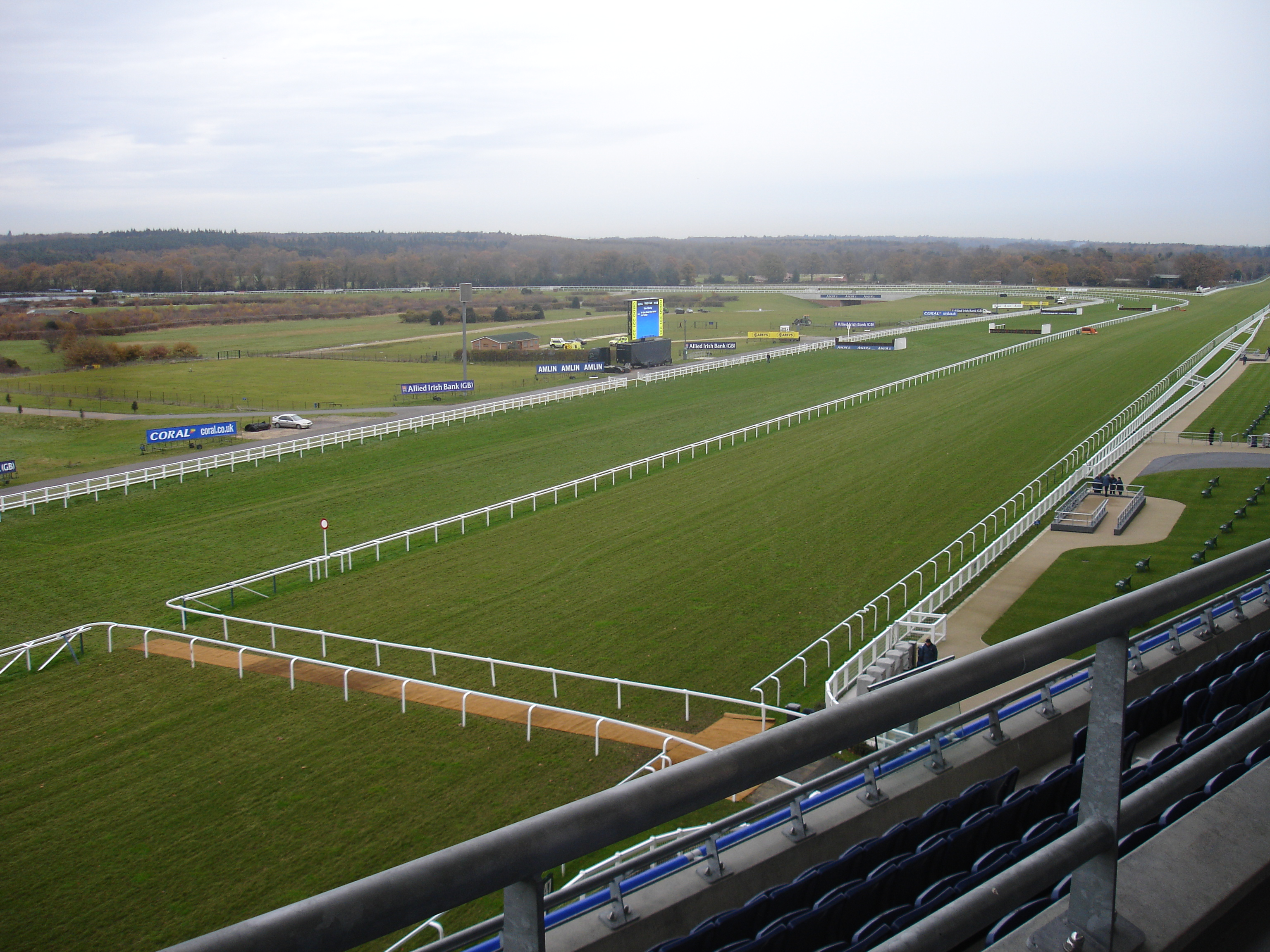
アスコット競馬場

## 概要
レース開催に先立って、イギリスのナイジェル・ラムとベン・マーフィーが、イギリス空軍のアクロバットチーム「レッドアローズ」と競演する特別企画に参加した。マーフィはレッドブル・エアレースに参戦する前はレッドアローズのチームリーダーを務めたことがある元イギリス空軍パイロットであり、ラムもかつてローデシア（現ジンバブエ）空軍のパイロットだった経歴を持つ。
チャレンジャークラス
少しでも経験を積みたいと思っているベン・マーフィー（イギリス）は、ブダペスト戦が悪天候で中止となったことを悔しがりながらも、昨年は観客として訪れフェンスの"向こう側"から見ていた母国でのレースを"こちら側"で参戦できる喜びと興奮を語り、1本目のフリー練習ではフロリアン・バーガー（ドイツ）が、2本目のフリー練習ではマーフィがトップのタイムを記録した。
マーフィは好調を維持して予選を1位通過、バーガーが0.339秒差で2位を記録したが、決勝ではマーフィはパイロンヒットを、バーガーはインコレクトレベル（水平角度違反）のミスを犯し両者とも優勝を逃し、ケヴィン・コールマン（アメリカ）が初優勝を果たした。

マスタークラス
ホームでの最後のレースとなるナイジェル・ラム（イギリス）、前年のアスコット戦のチャレンジャークラスで優勝したペトル・コプシュタイン（チェコ）、今シーズン表彰台を逃したのは1度のみのマティアス・ドルダラー（ドイツ）など各パイロットが余念のない準備に臨んだ。1本目のフリー練習ではドルダラーが、2本目では室屋義秀（日本）がトップとなった。第4戦終了時点で総合12位のマイケル・グーリアン（アメリカ）は、燃料とスモークオイルタンクをアルミからカーボンファイバー製に改良し3kgの軽量化に成功し、2本目のフリー練習で2位に入ったが、軽量化が即タイムに繋がったとは考えていないと述べた。
予選では首位通過したドルダラーのほか、マルティン・ソンカ（チェコ）と室屋が1分5秒台を記録した。ラウンド・オブ・14では、ピート・マクロード（カナダ）が対戦相手のグーリアンに0.407秒早いタイムを記録したが、後にエンジン回転数に違反があったとして失格となった。コプシュタインも敗者最速枠を獲得できる好タイムを記録したが、マクロードと同じ理由で失格となった。1分3秒台を記録したドルダラーはラウンド・オブ・8で更に0.449秒速い、トラックレコードを更新する記録を残した。ファイナル4ではマット・ホール（オーストラリア）がドルダラーを下し、今シーズン初優勝を果たした。

## マスタークラス

### 予選
| 順 位 | No. | パイロット               | タイム   | ペナルティ |
| ----- | --- | ------------------------ | -------- | ---------- |
| 1     | 21  | マティアス・ドルダラー   | 1:05.038 |            |
| 2     | 8   | マルティン・ソンカ       | 1:05.172 |            |
| 3     | 31  | 室屋義秀                 | 1:05.261 |            |
| 4     | 26  | フアン・ベラルデ         | 1:06.543 |            |
| 5     | 84  | ピート・マクロード       | 1:06.593 |            |
| 6     | 27  | ニコラス・イワノフ       | 1:06.912 |            |
| 7     | 22  | ハンネス・アルヒ         | 1:06.987 |            |
| 8     | 95  | マット・ホール           | 1:07.075 |            |
| 9     | 18  | ペトル・コプシュタイン   | 1:07.143 |            |
| 10    | 99  | マイケル・グーリアン     | 1:07.429 |            |
| 11    | 9   | ナイジェル・ラム         | 1:07.561 |            |
| 12    | 10  | カービー・チャンブリス   | 1:08.018 |            |
| 13    | 37  | ピーター・ポドランセック | 1:08.074 |            |
| 14    | 12  | フランソワ・ルボット     | 1:09.335 |            |

### ラウンド・オブ・14
| ヒート | 順位 | パイロット1              | タイム1   | タイム2   | パイロット2            | 順位 |
| ------ | ---- | ------------------------ | --------- | --------- | ---------------------- | ---- |
| 1      | 6    | マイケル・グーリアン     | 1:05.783  | DSQ1      | ピート・マクロード     | 13   |
| 2      | 2    | ナイジェル・ラム         | 1:04.251  | 1:07.1012 | フアン・ベラルデ       | 11   |
| 3      | 14   | ペトル・コプシュタイン   | DSQ1      | 1:04.775  | ニコラス・イワノフ     | 5    |
| 4      | 9    | カービー・チャンブリス   | 1:06.179  | 1:04.310  | 室屋義秀               | 3    |
| 5      | 4    | マット・ホール           | 1:04.717  | 1:05.883  | ハンネス・アルヒ       | 7    |
| 6      | 10   | ピーター・ポドランセック | 1:07.0443 | 1:06.984  | マルティン・ソンカ4    | 8    |
| 7      | 12   | フランソワ・ルボット     | 1:07.615  | 1:03.715  | マティアス・ドルダラー | 1    |

| 凡例                     | 凡例 |
| ------------------------ | ---- |
| ラウンド・オブ・8進出    |      |
| ノックアウト（敗退）     |      |
| 敗者の中で最速（＝進出） |      |

- ^1 エンジン回転数の規定違反により失格[14]
- ^2 水平角度違反にて+2秒のペナルティ
- ^3 ゲート2で水平角度違反にて+2秒のペナルティ[13]
- ^4 ゲート通過時の高度オーバーにより+2秒のペナルティ

### ラウンド・オブ・8
| ヒート | 順位 | パイロット1          | タイム1  | タイム2   | パイロット2            | 順位 |
| ------ | ---- | -------------------- | -------- | --------- | ---------------------- | ---- |
| 8      | 7    | ニコラス・イワノフ   | 1:05.693 | 1:04.728  | マット・ホール         | 2    |
| 9      | 4    | マイケル・グーリアン | 1:05.894 | 1:06.8741 | 室屋義秀               | 8    |
| 10     | 3    | ハンネス・アルヒ     | 1:04.818 | 1:05.030  | ナイジェル・ラム       | 6    |
| 11     | 5    | マルティン・ソンカ   | 1:04.545 | 1:03.266  | マティアス・ドルダラー | 1    |

| 凡例                 | 凡例 |
| -------------------- | ---- |
| ファイナル4進出      |      |
| ノックアウト（敗退） |      |

- ^1 ゲート6でパイロンヒットにより+3秒のペナルティ

| 順 位 | No. | パイロット             | タイム   | ペナルティ |
| ----- | --- | ---------------------- | -------- | ---------- |
| 1     | 95  | マット・ホール         | 1:03.426 |            |
| 2     | 21  | マティアス・ドルダラー | 1:04.887 |            |
| 3     | 22  | ハンネス・アルヒ       | DNF1     |            |
| 4     | 99  | マイケル・グーリアン   | DNF2     |            |

| 順 位 | パイロット               | ポイント |
| ----- | ------------------------ | -------- |
| 1     | マット・ホール           | 15       |
| 2     | マティアス・ドルダラー   | 12       |
| 3     | ハンネス・アルヒ         | 9        |
| 4     | マイケル・グーリアン     | 7        |
| 5     | マルティン・ソンカ       | 6        |
| 6     | ナイジェル・ラム         | 5        |
| 7     | ニコラス・イワノフ       | 4        |
| 8     | 室屋義秀                 | 3        |
| 9     | カービー・チャンブリス   | 2        |
| 10    | ピーター・ポドランセック | 1        |
| 11    | フアン・ベラルデ         | 0        |
| 12    | フランソワ・ルボット     | 0        |
| 13    | ピート・マクロード       | 0        |
| 14    | ペトル・コプシュタイン   | 0        |

## チャレンジャークラス
| 順 位 | No. | パイロット             | タイム   | ペナルティ |
| ----- | --- | ---------------------- | -------- | ---------- |
| 1     | 24  | ベン・マーフィー       | 1:19.456 |            |
| 2     | 62  | フロリアン・バーガー   | 1:19.795 |            |
| 3     | 48  | ケヴィン・コールマン   | 1:20.526 |            |
| 4     | 5   | クリスチャン・ボルトン | 1:20.629 |            |
| 5     | 17  | ダニエル・リファ       | 1:24.593 | +5秒1      |
| 6     | 33  | メラニー・アストル     | 1:27.475 | +6秒2      |

| 順 位 | No. | パイロット             | タイム   | ペナルティ |
| ----- | --- | ---------------------- | -------- | ---------- |
| 1     | 48  | ケヴィン・コールマン   | 1:19.478 |            |
| 2     | 62  | フロリアン・バーガー   | 1:20.190 | +2秒1      |
| 3     | 5   | クリスチャン・ボルトン | 1:21.475 |            |
| 4     | 33  | メラニー・アストル     | 1:21.720 |            |
| 5     | 17  | ダニエル・リファ       | 1:23.249 | +2秒1      |
| 6     | 24  | ベン・マーフィー       | 1:23.387 | +3秒2      |

## 第5戦終了後のランキング
| 順 位 | パイロット               | トー タル |
| ----- | ------------------------ | --------- |
| 1     | マティアス・ドルダラー   | 53.25     |
| 2     | ハンネス・アルヒ         | 35.00     |
| 3     | マット・ホール           | 33.75     |
| 4     | カービー・チャンブリス   | 27.25     |
| 5     | ニコラス・イワノフ       | 26.00     |
| 6     | 室屋義秀                 | 25.50     |
| 7     | ナイジェル・ラム         | 24.75     |
| 8     | マルティン・ソンカ       | 20.00     |
| 9     | マイケル・グーリアン     | 13.75     |
| 10    | ピート・マクロード       | 12.50     |
| 11    | フランソワ・ルボット     | 10.00     |
| 12    | フアン・ベラルデ         | 9.25      |
| 13    | ピーター・ポドランセック | 4.00      |
| 14    | ペトル・コプシュタイン   | 2.00      |

| 順 位 | パイロット             | トー タル |
| ----- | ---------------------- | --------- |
| 1     | ケヴィン・コールマン   | 26        |
| 2     | フロリアン・バーガー   | 24        |
| 3     | クリスチャン・ボルトン | 20        |
| 4     | ダニエル・リファ       | 18        |
| 5     | ルーク・チェピエラ     | 8         |
| 6     | メラニー・アストル     | 8         |
| 7     | ベン・マーフィー       | 6         |
| 8     | フランシス・バロス     | 2         |